# Terneuzen (stad)
Terneuzen (uitspraakⓘ) (Zeeuwse uitspraak: T'neuzen of Neuzen) is een Nederlandse stad gelegen in de provincie Zeeland, de hoofdplaats van de gelijknamige gemeente Terneuzen. Met 26.080 inwoners in 2023 is het de vierde stad van Zeeland en de grootste stad van Zeeuws-Vlaanderen. 
Terneuzen vervult een centrumfunctie in Zeeuws-Vlaanderen; er zijn bijvoorbeeld een relatief groot streekziekenhuis, theater, podium, zwembad, skihal Skidôme Terneuzen, verschillende winkelcentra en winkelstraten, een bioscoop, bibliotheek en middelbaar (beroeps-) onderwijs.
Qua verkeer is Terneuzen sterk verbonden met België; het is niet verbonden met het Nederlandse spoorwegnet, maar wel met het Belgische, via de goederenlijn Gent - Terneuzen.
Van belang zijn de waterwegen: het kanaal Gent-Terneuzen en de Westerschelde. De Haven van Zeeland, waartoe zowel het havengebied van Terneuzen als dat van Vlissingen behoort, wordt gezien als de derde haven van Nederland, na de Rotterdamse en Amsterdamse haven.

## Geschiedenis
Terneuzen is waarschijnlijk ontstaan langs de Soute Vaert (of Zoutvliet, Oostvaart dan wel Oude Vaart), die de verbinding vormde tussen de 'Blyde' (ook wel genoemd 'Bleie' of 'Blide') en de Honte, wat een oude naam voor de Westerschelde is. Deze vaart lag mogelijk net iets ten zuidoosten van het huidige stadscentrum; de huidige stadswijk Oude Vaart getuigt hiervan. Terneuzen is al vanaf zijn oorsprong nauw verwant met de scheepvaart, mede door de gekanaliseerde waterloop van Gent-Overslag en Axel naar de Honte via de eerder genoemde Soute Vaert of Oude Vaart.
De naam is op verschillende manieren gespeld en komt als in 1325 voor het eerst in de archieven voor als Ter Nose. Andere schrijfwijzen zijn Nose, Terneuse, Ternuesen, Noesen, Neusen en Neuze, alle verwijzend naar een nes, een landtong. Terneuzen lag aan een vaart die in directe verbinding stond met de stad Gent. Rond 1375 bestond er een kapelletje voor zeevarenden, wat vermoedelijk behoorde tot de vergane parochie Vremdyc of Willemskerke, op de eerdergenoemde landtong. In 1460 werd de haven van Terneuzen voor het eerst vermeld.
De Oude Vaart raakte echter buiten gebruik door een overstroming in 1376 waarbij de Braakman ontstond. Deze zeearm reikte ver landinwaarts, waardoor een natuurlijke vaarweg naar Gent ontstond. In de loop der tijd is de Braakman is door verzanding en indamming veranderd in een grote kreek. Het sluitstuk van dit indammingsproces was de Braakmandam in 1952. Deze verbeterde de landverbinding tussen Oost- en West-Zeeuws-Vlaanderen aanzienlijk, maar sloot tegelijkertijd het mosseldorp Philippine definitief af van een verbinding met zee.
Terneuzen ligt in het overwegend protestantse Land van Axel. De onderliggende kaart laat goed zien dat dit een eiland was en dat het hele gebied er anders uitzag in vergelijking met de huidige situatie. Axel was toentertijd belangrijker en groter dan Terneuzen (Ter Neuze op kaart), let op de naamgeving Land van Axel.

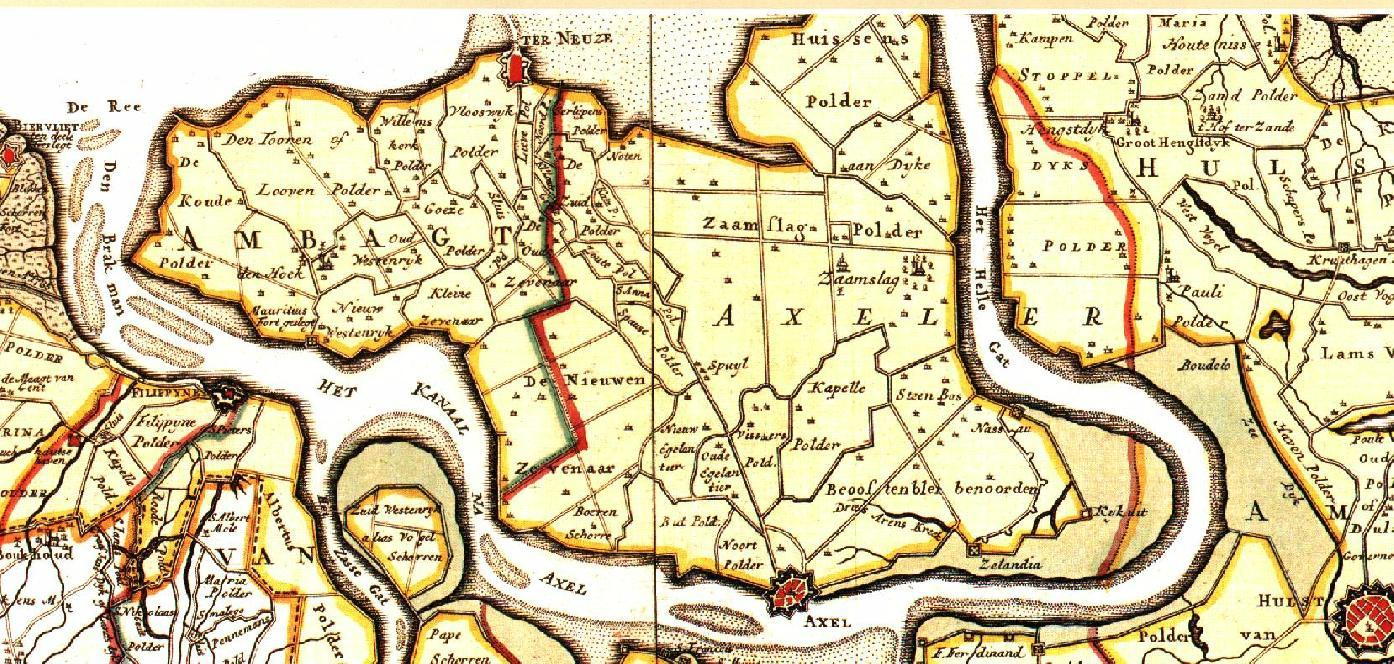
Het Land van Axel (1747).

In de oude haven, die lag op de plek van de huidige Markt werden goederen overgeslagen om per trekschuit richting Gent te worden vervoerd. In 1575 bouwden de Spanjaarden het Spaans Kasteel, officieel fort Aldano, naar kapitein Francesco de Aldano, de toenmalige gouverneur. Onder leiding van Filips van Hohenlohe-Neuenstein veroverden de Staatsen dit fort in 1583. Aldus was Axel in Spaanse en Terneuzen in Staatse handen – reden voor Prins Willem van Oranje om Terneuzen op 23 april 1584 stadsrechten te verlenen: Terneuzen kreeg een eigen rechtspraak en een weekmarkt. De vesting Neuzen werd vergroot en versterkt om de Westerschelde te kunnen blokkeren. Axel werd in 1586 door de Staatsen veroverd. Toen Hulst in 1596 door de Spaansgezinden werd heroverd, kreeg de vesting nog meer betekenis en werd deze verder uitgebouwd, maar na de Vrede van Münster (1648) werden de versterkingen overbodig.
Op 23 oktober 1794 trokken de Franse troepen Terneuzen binnen en werd Zeeuws-Vlaanderen ingelijfd bij het Franse Rijk, met de Schelde als grensrivier tussen Frankrijk en de Bataafse Republiek. De bezetting van Terneuzen eindigde op 2 februari 1814.

#### Ontwikkeling tot havengebied

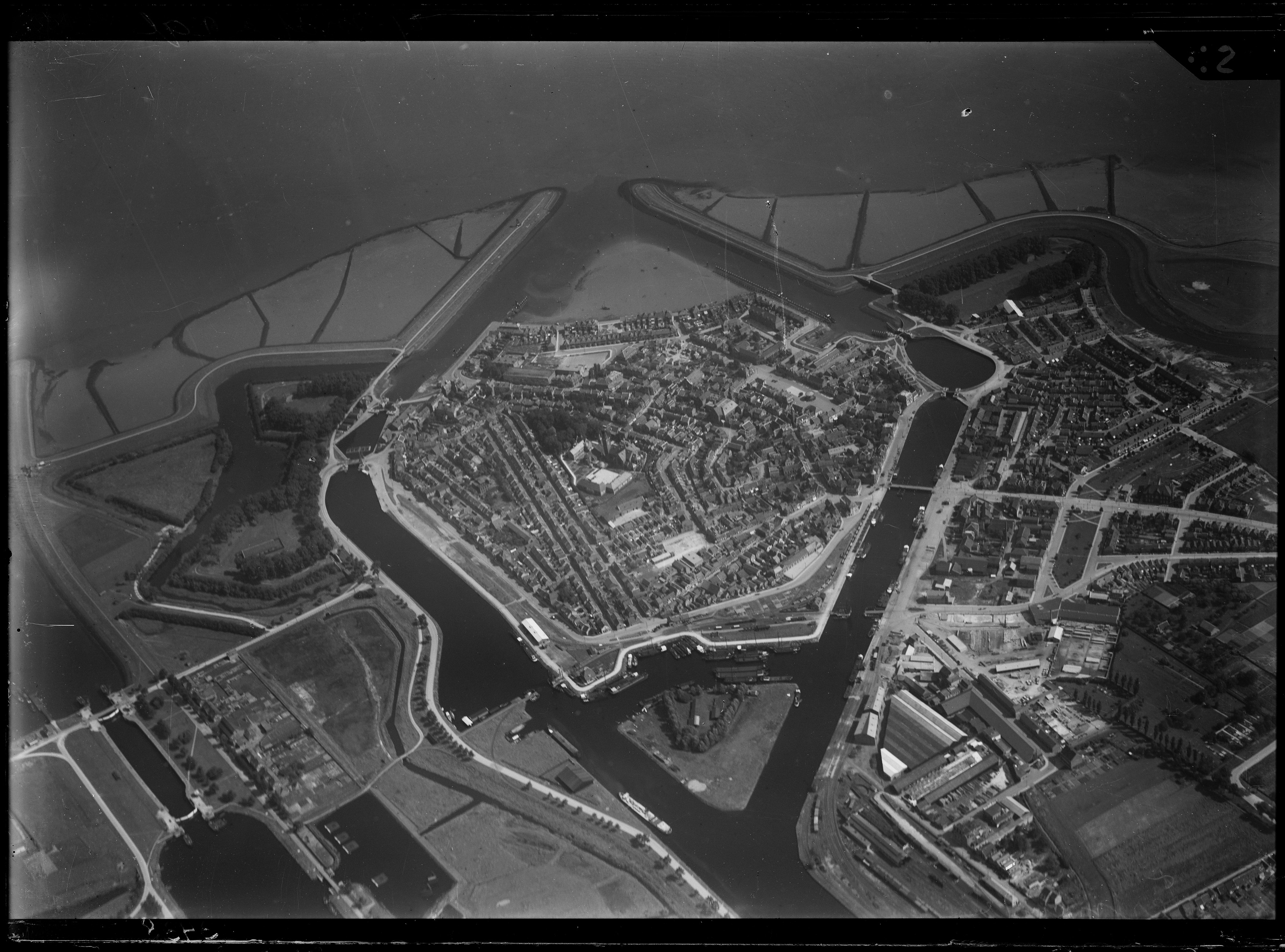
Luchtfoto waarop de Oostkolk en Westkolk binnen de vestingwerken duidelijk zichtbaar zijn. Aan de west- en zuidzijde zijn er de bastions en ravelijnen (ca. 1920-1940). Links de Zeesluis uit 1908.

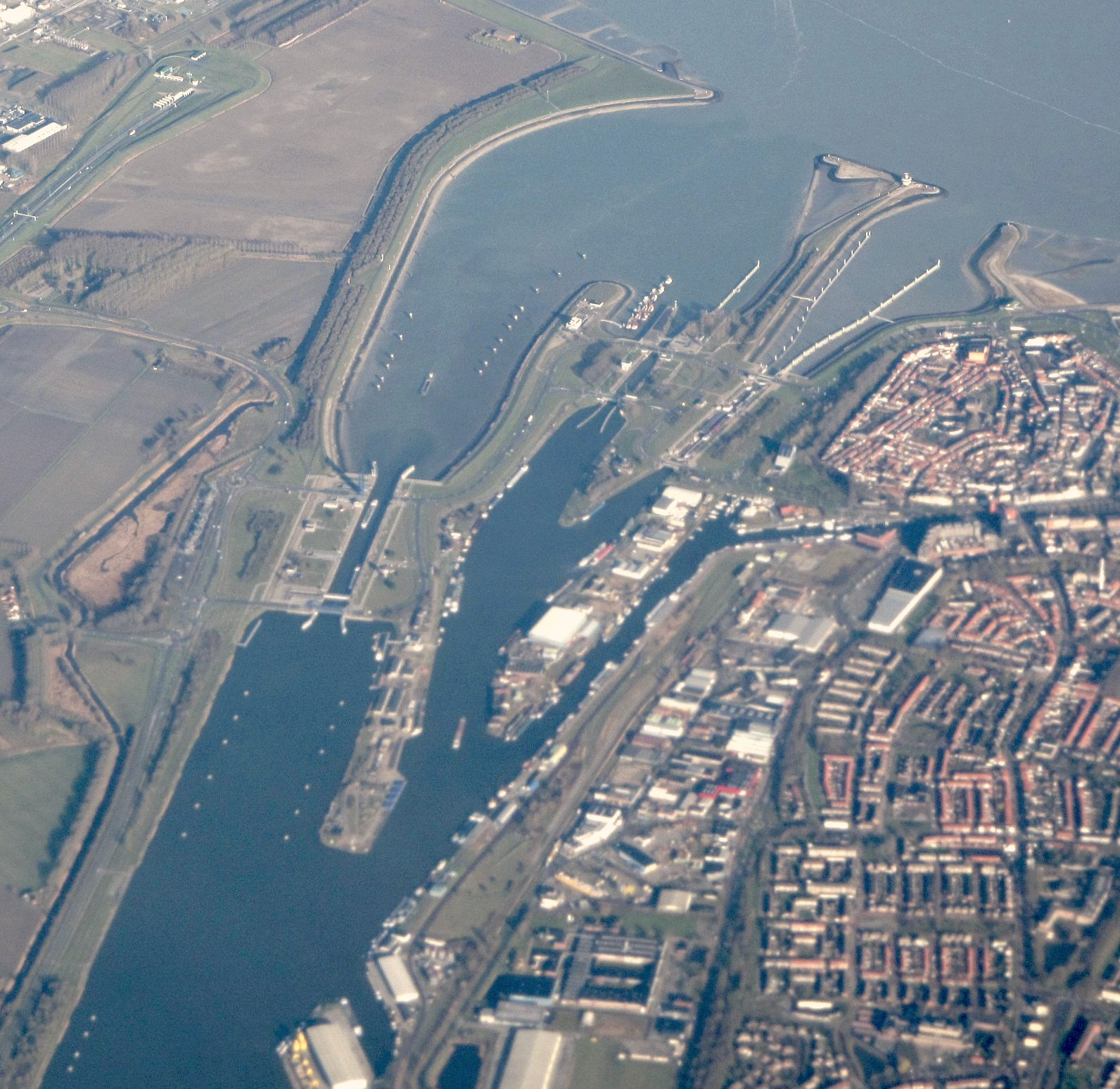
Sluizencomplex Terneuzen vanuit de lucht; 2011.

Op initiatief van koning Willem I werd gedurende de jaren 1825-1827 het Kanaal Gent-Terneuzen aangelegd. Hierbij kwam de Terneuzense binnenstad ingeklemd te liggen tussen twee kanaalarmen, de meest oostelijke staat bekend als Zijkanaal A. De hoge verwachtingen van een economische opbloei van Terneuzen door de aanleg van het kanaal kwamen niet direct uit. Bovendien vond in 1830 de Belgische revolutie plaats, waarbij België onafhankelijk werd en de handel enige jaren stil kwam te liggen. Verbetering kwam er toen omstreeks 1870 spoorlijnen van Terneuzen - Mechelen en Terneuzen - Gent werden aangelegd. Terneuzen werd een belangrijke overslag- en opslaghaven van massagoederen. Vesting Terneuzen, die de vaart over de Westerschelde moest beschermen, werd tussen 1833 en 1838 geheel vernieuwd.
In 1908 werd de vestingstatus opgeheven, om plaats te maken voor de verbreding van het kanaal (1901-1909). Er werd een nieuwe sluis aangelegd en op de in 1912 geheel gedempte Oude Haven werden de huidige Markt en het Schoolplein aangelegd.  In 1915 werden de vestingwerken afgegraven en in 1920 werd de Scheldekade aangelegd. Langs het kanaal werden de Noorderkanaalhaven (1916), de Zuiderkanaalhaven (1922) en de Zevenaarhaven (1937) gegraven.
In de jaren 1960 werd een grotere zeesluis aangelegd, die de bereikbaarheid over water verbeterde. Terneuzen werd nu vestigingsplaats van het grote internationale chemiebedrijf Dow Chemical (1962) en van Philips (1961). Zo werd Terneuzen het economische hart van Zeeuws-Vlaanderen. Tot aan de Otheensche Kreek, en later zelfs aan de overzijde van de kreek, verrezen woonwijken. In 2003 werd de Westerscheldetunnel geopend, waarvan de toegang zich ten westen van het kanaal bevindt. Daarmee is er een rechtstreekse wegverbinding gekomen met de rest van Zeeland.
De aanleg van het kanaal en de na-oorlogse industriële ontwikkeling zorgden voor een sterke groei van de bevolking.

#### De Tweede Wereldoorlog
De Tweede Wereldoorlog begon in Terneuzen op 20 mei 1940 met het bevel van de Belgische militaire commandant om de stad te evacueren in verband met een dreigend bombardement. Op 24 mei trokken de Duitse troepen de stad binnen. De oorlog eindigde in Terneuzen begin september 1944 met de vlucht van Duitse troepen over de Schelde. De Polen trokken de stad op 20 september binnen.

#### Watersnoodramp
Op 1 februari 1953 veroorzaakte een combinatie van zeer hoge vloed en een noordwesterstorm de Watersnoodramp. In Terneuzen stroomde het water over het dijkje van het vissershaventje en ter hoogte van het voormalige postkantoor, waar nu de parkeergarage aan de Nieuwstraat te vinden is. Hierbij kwam het water een meter hoog te staan in de laagste delen van de binnenstad. Het water veroorzaakte vrij veel schade aan woningen en inboedel, maar in vergelijking met andere Zeeuwse gemeentes bleef Terneuzen relatief ongedeerd, mede door de in 1952 geplaatste Braakmandam.

## Bezienswaardigheden

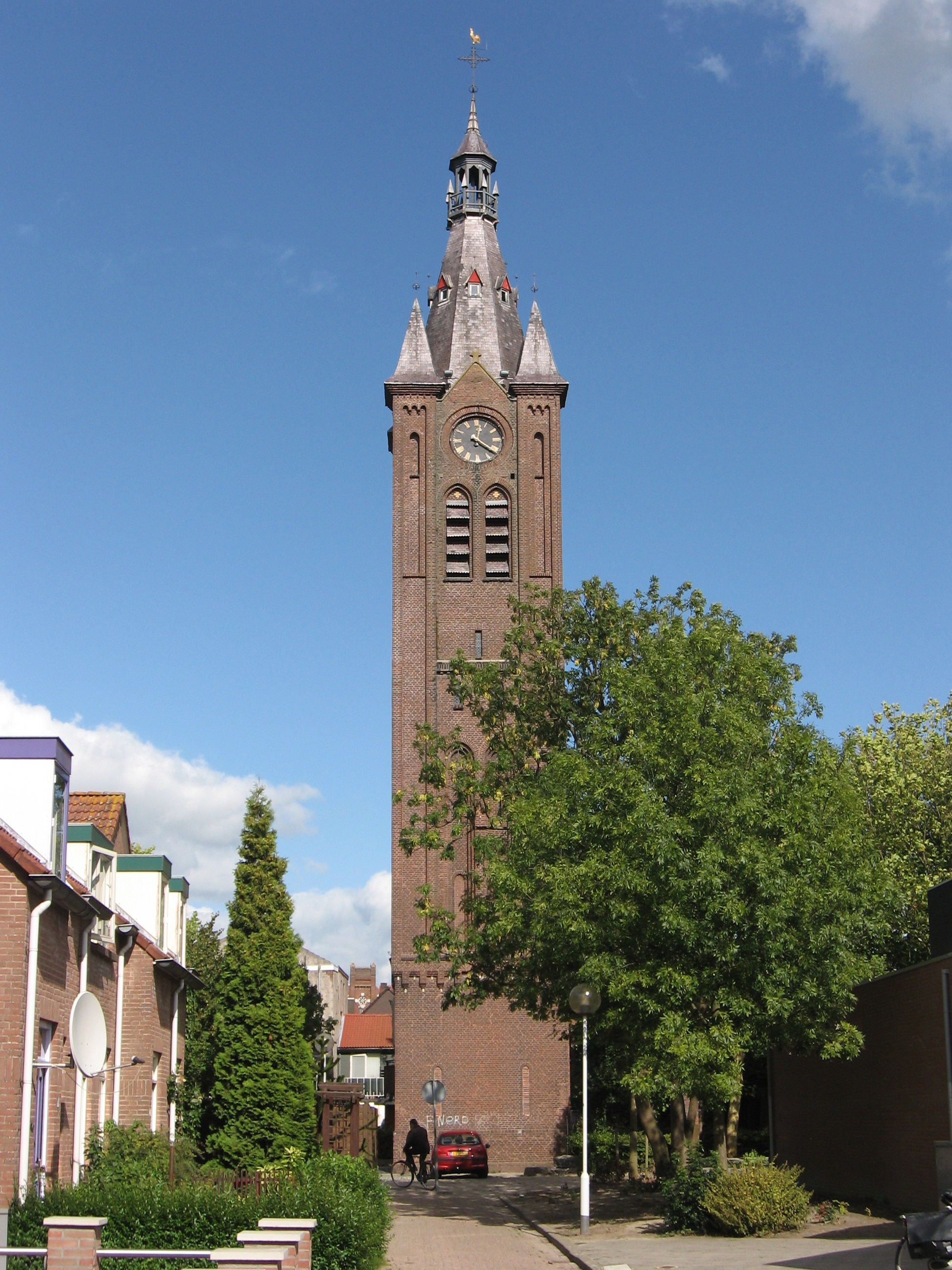
Willibrordustoren

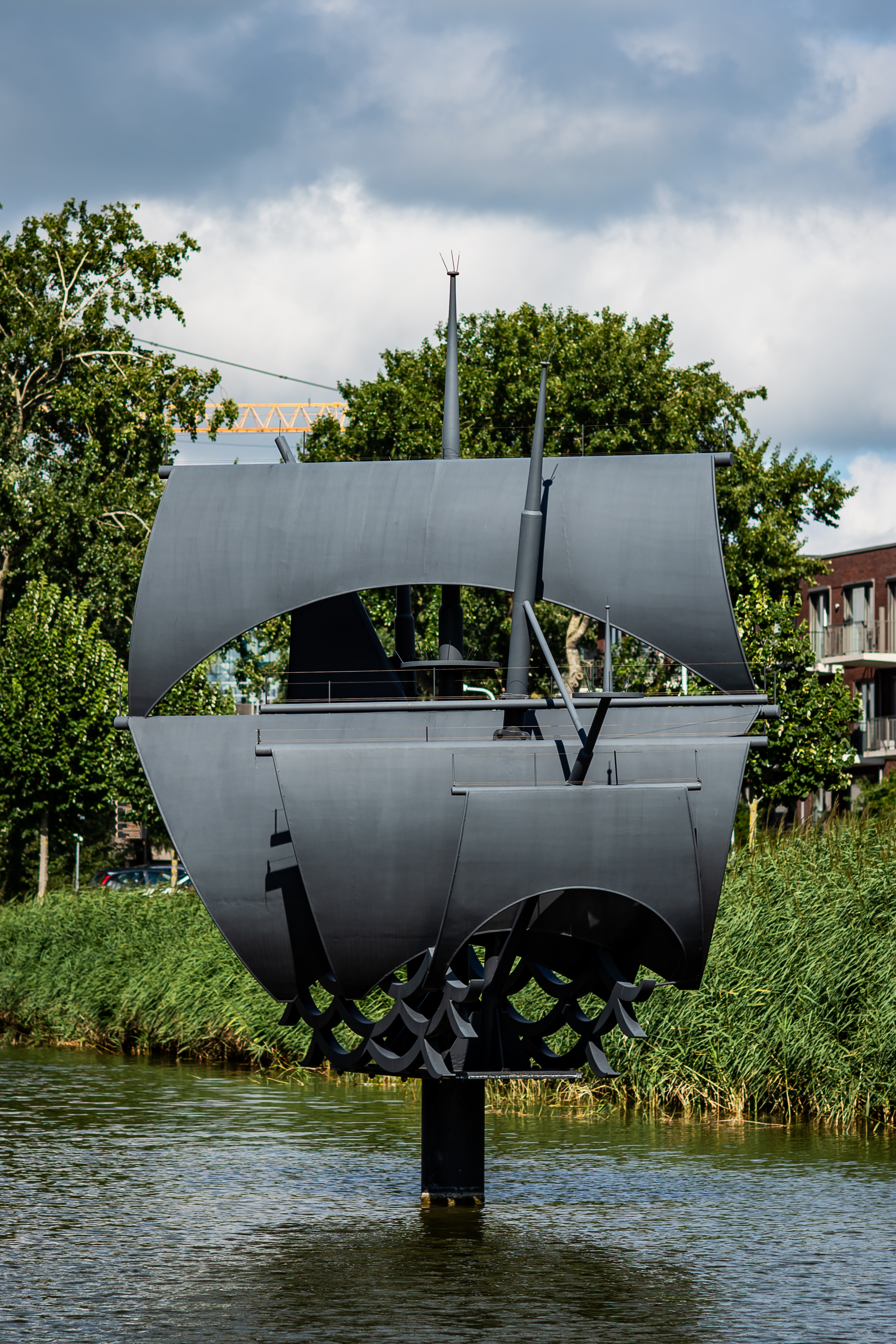
Kunstwerk De vliegende Hollander

- De Scheldeboulevard biedt uitzicht op de Westerschelde en het scheepvaartverkeer dat hier vlak langs de kust gaat. Er is ruimte voor een wandel- en fietsroute langs de kust. Sinds 2000 wordt er in het zomerseizoen de openluchtexpositie ‘Beelden op de Scheldeboulevard’ gehouden, met beelden van bekende kunstenaars.
- Het Arsenaal (Arsenaalskazerne Terneuzen) is een militair gebouw uit 1848 dat deel uitmaakte van de vesting Terneuzen die werd versterkt en vernieuwd vanwege de Belgische Revolutie uit 1830. Tegenwoordig zijn er horecabedrijven in het Arsenaal gevestigd en sinds 1997 dienen de waterkelders als wijnkelder.
- Monument De Vliegende Hollander van Piet Griep in een vroegere kanaalarm bij de Herengracht.[5] Dit beeld verwijst naar het schip de Vliegende Hollander. Volgens de overlevering zou kapitein Willem van der Decken uit Terneuzen afkomstig zijn.
- De Willibrordustoren is het restant van een neogotische katholieke kerk die in 1915 werd ingewijd en in 1968 werd gesloopt. De vroegere pastorie en de kloosterkapel zijn nog intact, en het schip van de kerk wordt aangegeven met bomenrijen.
- Oud-Terneuzen, een verzameling oude straatjes en huisjes in de binnenstad van Terneuzen, gelegen op de oude 16e-eeuwse vestingwerken.
- De Moffenschans, 16e-eeuwse boerenwoning, waar in november 1583 een schans opgeworpen werd door voornamelijk Duitse huursoldaten onder aanvoering van Filips van Hohenlohe-Neuenstein, om weerstand te kunnen bieden bij een aanval door Spaanse troepen.
- Het oude stadhuis, gelegen aan de Noordstraat, een karakteristiek pand met toren. Oorspronkelijk was het een woonhuis, dat na het verkrijgen van de stadsrechten werd verbouwd met onder meer materiaal uit de ruïne van het kasteel van de ambachtsheer van Zaamslag. In 1647 volgde een ingrijpende verbouwing, waarbij de kelder werd ingericht als "crymeneel ghevangenhuys". Tevens zetel van de "vierschare". Tijdens de Franse bezetting werd in 1807 de toren verlaagd om plaats te maken voor een semafoor voor marinecommunicatie in de lijn Antwerpen-Vlissingen. In 1859 kreeg de toren het tegenwoordige uiterlijk.
- Het huidige stadhuis, een gebouw uit 1972 in de stijl van het brutalisme.
- Park aan de Otheensche Kreek.
- Het sluizencomplex met bezoekerscentrum Portaal van Vlaanderen.
- Het lettermonument TER👃👃 op het Stadhuisplein.

### Monumenten
Zie ook:
- Lijst van rijksmonumenten in Terneuzen (plaats)
- Lijst van gemeentelijke monumenten in Terneuzen (plaats)
- Lijst van oorlogsmonumenten in Terneuzen

## Musea
Het Schoolmuseum in Oud-Terneuzen, geopend in 1997, toont een verzameling van schoolspullen uit de 19e en het begin van de 20e eeuw. Sinds 2012 is het museum gevestigd in het voormalige bankgebouw van de Nationale Bank (later ABN AMRO-bank) aan de Nieuwstraat. Het gebouw is gebouwd in 1919 en is ontworpen door architect Hermann Friedrich Mertens.

## Natuur en landschap
Terneuzen ligt aan de Westerschelde, tegenover de Pas van Terneuzen, een vaargeul die op sommige plaatsen meer dan 50 meter diep is. Kenmerkend is de Scheldeboulevard. Terneuzen ligt in een zeeklei-poldergebied op een hoogte van ongeveer 1,5 meter, maar het oorspronkelijke polderland is sterk gewijzigd door de aanleg van havens, industrie en infrastructuur. De belangrijkste waterweg is het Kanaal Gent-Terneuzen met de bijbehorende zijkanalen en havens. In het oosten van Terneuzen vindt men de Otheensche Kreek die verder landinwaarts overgaat in Spuikreek, Gat van de Pinte, en de Grote en Kleine Dulper, bij Zaamslag.

## Bestuurlijke indeling

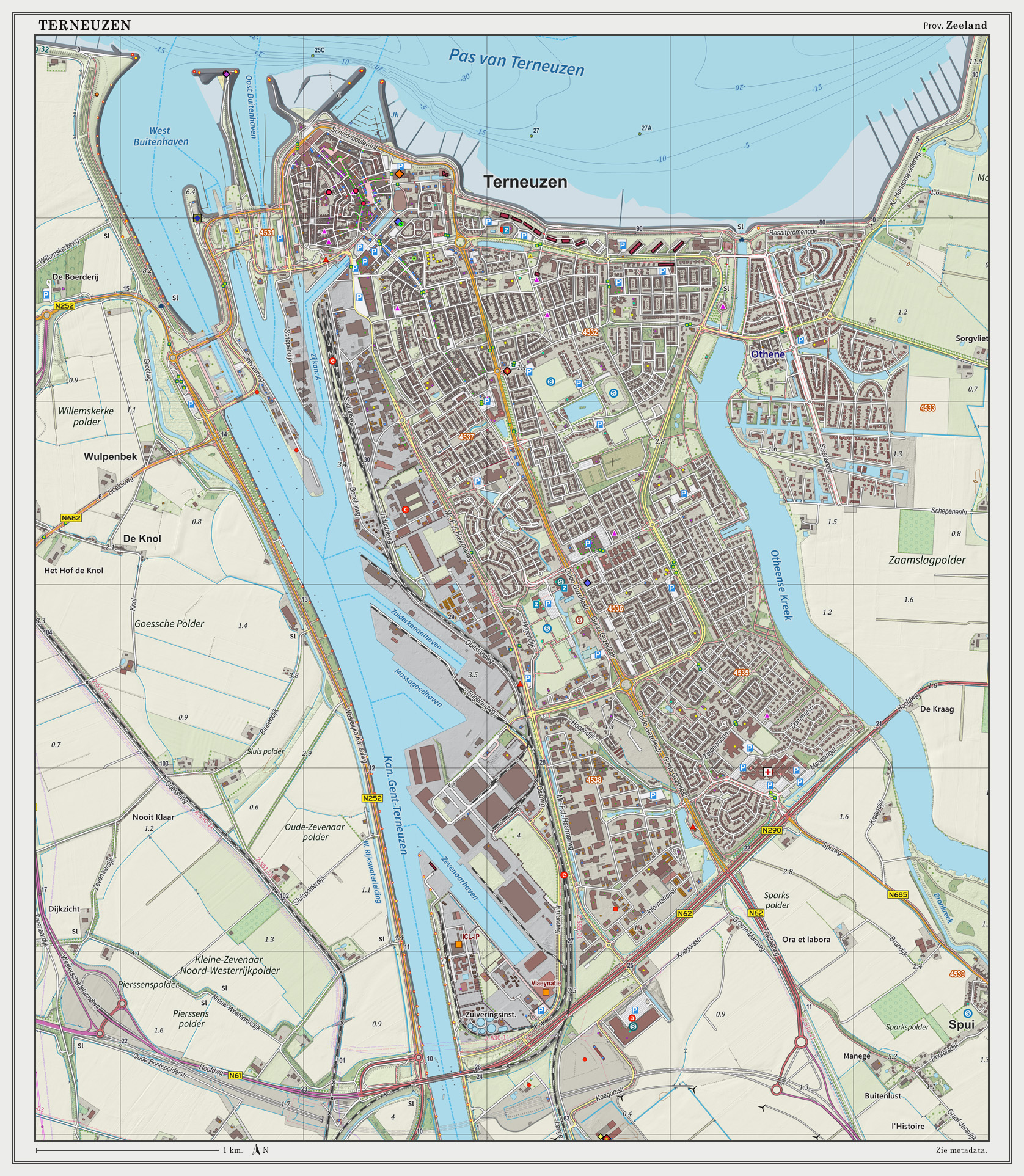
Topografisch kaartbeeld van Terneuzen (december 2014)

Terneuzen is gelegen aan de zuidoever van de Westerschelde (ofwel Honte) en aan de oostzijde van het Kanaal Gent-Terneuzen. Een belangrijk deel van Terneuzen ligt tussen de Otheensche Kreek en het kanaal. Aan de oostzijde van de Otheensche Kreek liggen de nieuwbouwwijken Othenepolder en Othene. Het voormalig dorpje Othene (of 'Noten' in de streektaal) is opgegaan in de wijk Othene.

### Wijken
- Binnenstad
- Java
- Noordpolder
- Serlippenspolder
- Lievenspolder
- Triniteit
- Zuidpolder
- Zuiderpark
- Oude Vaart

- Catspolder
- Oudelandsehoeve
- Zeldenrust
- De Kraag
- Sint Annapolder
- Driewegen
- Huyghersluis (industrieterrein)
- Handelspoort (industrieterrein)
- Othene

### Havens
Aan de Westerschelde:
- Westbuitenhaven
- Oostbuitenhaven
- Veerhaven
- Braakmanhaven

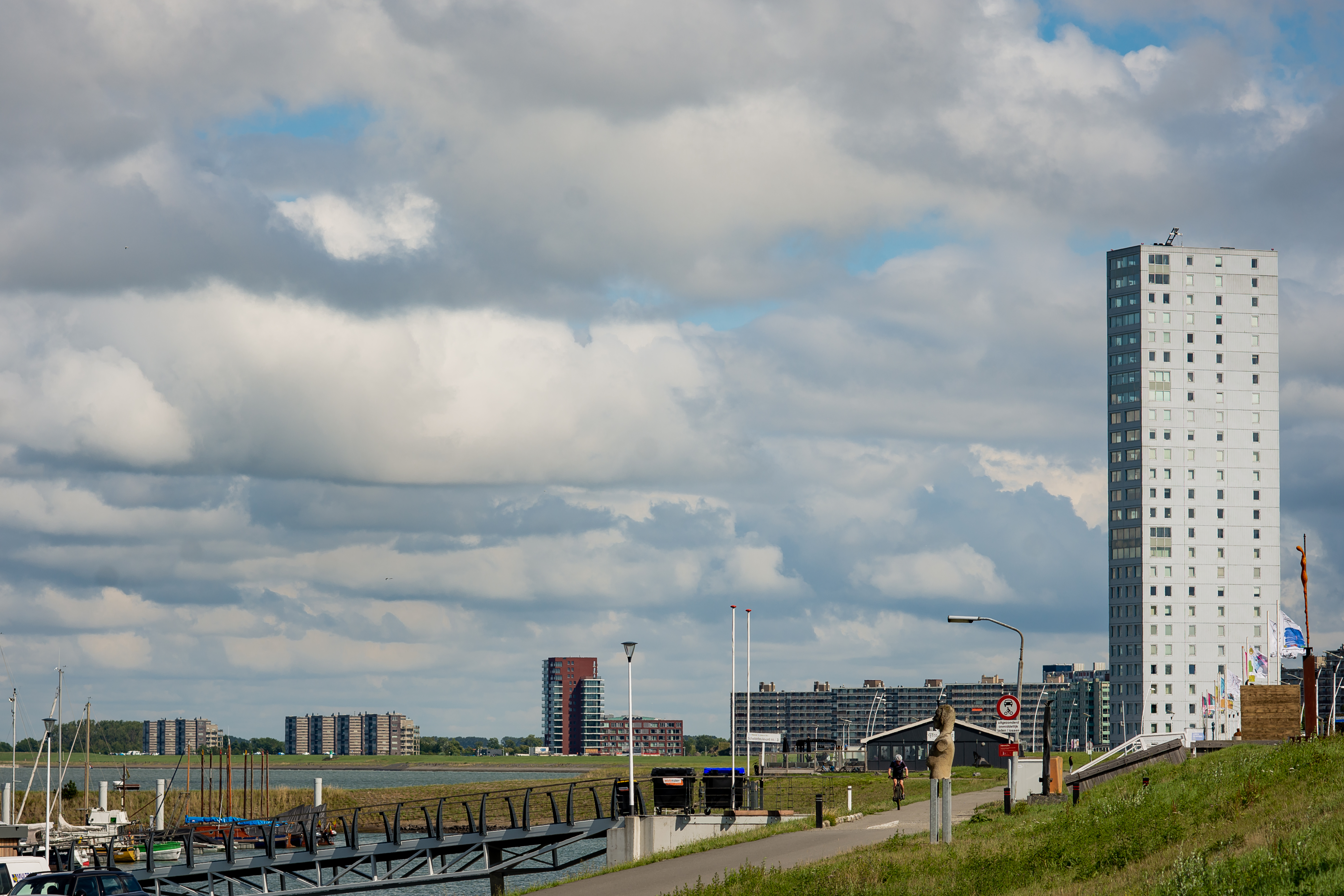
Scheldeboulevard ter hoogte van de jachthaven.

- De jachthaven aan de Scheldeboulevard

Aan het Kanaal Gent-Terneuzen (te bereiken via de Noordzeesluizen):
- Autrichehaven
- Noorderkanaalhaven
- Zuiderkanaalhaven
- Massagoedhaven
- Zevenaarhaven
- Zijkanaal A
- Zijkanaal B
- Zijkanaal C

## Verkeer en vervoer

### Havens
Waar nu het Markplein is, lag rond 1600 lag de haven. Via een watergang waar nu de Burgemeester Geillstraat is, was deze verbonden met de Westerschelde. In 1838-1839 werd een vissershaven gegraven, dit was een direct gevolg van de aanleg van de vestingwerken. In 1870 en 1912 is de vissershaven gedeeltelijk gedempt en het restant volgde in de jaren 1960. Na de aanleg van het Kanaal Gent-Terneuzen verhuisden de scheepvaartactiviteiten naar de kanaalzone ten zuiden van de stad. Tussen 1916 en 1922 werden twee insteekhavens aangelegd, de Noorderkanaalhaven (60 meter breed en 200 m lang) en de Zuiderkanaalhaven (75 m × 260 m). In 1938 volgde een derde haven, de Zevenaarhaven (125 m × 375 m). In de jaren 1970 werden de Zuiderkanaal- en de Zevenaarhaven vergroot en aangepast en een vierde haven aangelegd, voor de op- en overslag van massagoederen. Alle vier de havens liggen ten oosten van het kanaal.

### Regionale wegen
De N61 is voor de helft provinciaal en voor een gedeelte van het rijk en loopt van Schoondijke naar Terhole.
De N62 is een provinciale weg die net nabij Goes door de Westerscheldetunnel langs Terneuzen aan de westkant van het Kanaal Gent-Terneuzen gaat over de brug van Sluiskil richting de grens met Zelzate. In 2016 is de Sluiskiltunnel in gebruik genomen.

### Bus
Er zijn busverbindingen van Connexxion naar Goes, Middelburg, Hulst, Oostburg, Kloosterzande, Zelzate, Hoek, Philippine en Gent.

### Internationale bus
Vanaf juni 2025 stopt de nieuwe Flixbus-lijn 826 in Busstation Westerscheldetunnel, aan de westkant van Terneuzen. Deze lijn loopt van Amsterdam via Den Haag en Gent naar Brugge. Een lijn naar Eindhoven was er al.

### Tram
Terneuzen had vanaf 1916 (naar Zaamslag) en vanaf 1918 (naar Philippine) tramverbindingen van de Zeeuwsch-Vlaamsche Tramweg-Maatschappij (ZVTM). Het tramstation was gelegen tussen de beide kanaalarmen ter hoogte van de huidige Grenulaan/Kennedylaan. De bruggen over het kanaal werden vernield in 1940 en 1944 en daarna (deels) provisorisch hersteld. Per 1 augustus 1948 werd het reizigersvervoer gestaakt en in september 1949 het goederenvervoer. De sporen werden opgebroken, maar de Tramstraat (bij de Axelsestraat) en het voormalige tramstation met dienstwoningen aan de Grenulaan herinneren eraan.

### Trein
In 1869 kreeg Terneuzen langs het Kanaal Gent-Terneuzen een spoorverbinding naar Gent (spoorlijn 55 Gent - Terneuzen) en in 1871 werd de tweede lijn naar België geopend, de spoorverbinding naar Mechelen (spoorlijn 54 Mechelen - Terneuzen).
De lijn naar Mechelen werd op het Nederlands grondgebied in 1951 gesloten voor reizigersverkeer en in 1968 voor goederenverkeer. Tussen Sint-Niklaas en de Axelse Vlakte is de lijn in 1984 opgebroken; een deel van het tracé is in gebruik genomen als fietspad.
Op de lijn via Sas van Gent naar Zelzate werd het reizigersverkeer opgeheven in 1939. Sindsdien is er via deze lijn uitsluitend goederenverkeer naar België. Er rijden nog goederentreinen vanaf Terneuzen via Sluiskil, Sas van Gent, Zelzate, Wondelgem en spoorlijn 58 naar Merelbeke-Vorming en omgekeerd. In Zeeuws-Vlaanderen is deze lijn, samen met de industrie-aansluitingen (inclusief het restant van lijn 54 tussen Axelse Vlakte en Sluiskil), de enige nog overgebleven in gebruik zijnde spoorlijn.
De Connexxion-bussen van Middelburg via Terneuzen naar Gent rijden jaarrond in het weekend, en in de zomer ook op werkdagen. Sinds eind 2019 zijn er gesprekken om opnieuw een reizigerstreinen naar Gent te laten rijden. In 2021 tekenden Nederland en België een intentieverklaring om samen vier miljoen euro uit te trekken voor het uitwerken van plannen voor Rail Ghent Terneuzen. Men verwacht in 2025 de verkenningsfase te starten.

## Onderwijs

#### Basisonderwijs.
- De Kameleon (IKC)
- De Twijn (IKC)
- Prins Willem van Oranjeschool (CBS)
- De Parel (CBS)
- De Irisschool
- Ds. D.L Aangeenbrugschool (Streekschool, op gereformeerde grondslag)
- De Oude Vaart (IKC)
- De Steiger (OB & HB-onderwijs)

#### Middelbaar onderwijs
- Het Lodewijk College (vmbo, havo & vwo)

#### Middelbaar beroepsonderwijs
- Scalda - Voor het middelbaar beroepsonderwijs (mbo) en volwasseneneducatie, waar ook een aantal propedeuses van de HZ University of Applied Sciences te volgen zijn.

#### Speciaal onderwijs
- De Springplank (Speciaal basisonderwijs)
- De regenboog - Wingerd (Speciaal basisonderwijs & Speciaal voortgezet onderwijs)
- De Argo (Speciaal voortgezet onderwijs)

## Openbare bibliotheek
De openbare bibliotheek in Terneuzen is de grootste van de vijftien vestigingen van Stichting Bibliotheek Zeeuws-Vlaanderen. Deze stichting is in 2004 ontstaan toen vijf eerdere stichtingen uit Zeeuws-Vlaanderen samengingen. In 2022 is de bibliotheek verhuisd naar de nieuw gebouwde mfa 'De Kampanje'. In 2022 kwam de bibliotheek in de top vijf van beste bibliotheken van Nederland.

## Evenementen
Elk jaar in juni vinden de Havendagen plaats, een feest gericht op de haven en het water, met markten, muziek en attracties. Ook in juni is het Schelde Jazz, een jazzfestival. In juli Festival de Ballade, op 't kopje van Kanada met lokale en landelijk bekende artiesten. In september is er een kermis.

## Economie

### Industrie
Veel industrie is te vinden langs de kanaalzone. Op deze terreinen zijn een paar grote bedrijven te vinden waaronder:
- Bertschi AG
- Broomchemie
- Cargill, te Sas van Gent
- Dow Chemical, ligt in Hoek maar wordt tot de industriezone van Terneuzen gerekend, echter niet tot de kanaalzone
- Katoen Natie
- Overslagbedrijf Terneuzen (OVET)
- Oiltanking Terneuzen NV
- Trinseo, voorheen Styron, voormalig dochterbedrijf van DOW Chemical en eigenaar van een aantal chemische plants op het terrein.
- Verbrugge Terneuzen Terminals, Stuwadoor, op- en overslag, transport, bevrachting, agentschap, forwarding voor stuk- en bulkgoederen en projectlading.
- Vos Logistics
- Yara Sluiskil BV, te Sluiskil

In het begin van de twintigste eeuw is hier de Staalfabriek Terneuzen gebouwd, die nooit heeft geproduceerd doordat de bouwer failliet ging. De ACZC, een cokesfabriek in Sluiskil, heeft bestaan van 1911 tot 2000. Een nieuwe ontwikkeling is het Valuepark Terneuzen, een bedrijvenpark voor de chemische sector. Daarnaast heeft Terneuzen een aantal conventionele bedrijventerreinen:
- Handelspoort
- Handelspoort Zuid
- Koegorsstraat
- Polenweg

### Winkelen
In het centrum zijn de belangrijkste winkelstraten de Noordstraat, de Havenstraat en de Markt. Iets verderop is het Schuttershof gerealiseerd. Verder zijn er in Terneuzen nog winkelgebieden als de Axelsestraat, Winkelcentrum Zuidpolder en Serlippens. Elke laatste zondag van de maand is in het centrum koopzondag. Op de Markt en bij Zuidpolder zijn weekmarkten.

#### Coffeeshops
Terneuzen is internationaal bekend om zijn twee coffeeshops. De grootste, Checkpoint, werd veel bezocht door Fransen en Belgen; de grens is immers dichtbij. In Frankrijk zijn enkele websites gewijd aan de mogelijkheid om in Terneuzen aan softdrugs te komen, zelfs voorzien van routeplanners. Mede daardoor steeg de stroom van het drugstoerisme vanaf het jaar 2000 explosief, wat veel overlast gaf qua verkeersdrukte, veiligheid en criminaliteit. De gemeente Terneuzen zocht binnen haar politieke mogelijkheden naar een oplossing, maar tegen mogelijke verplaatsing naar de grens werd geprotesteerd door de Belgische overheden. In 2007 en 2008 is deed het Openbaar Ministerie invallen vanwege het vermoeden te veel softdrugs aanwezig waren. Sinds de laatste inval is Checkpoint gesloten, waardoor de Fransen en Belgen nu meestal voor coffeeshops in Goes kiezen.

## Gezondheidszorg

#### Ziekenhuis
- ZorgSaam ziekenhuis de Honte

#### Geestelijke gezondheidszorg
Voor geestelijke gezondheidszorg (GGZ) is er basiszorg en gespecialiseerde zorg:
- Emergis Terneuzen (gespecialiseerd)
- Stichting wonen en psychiatrie; Zeeuwse Gronden (gespecialiseerd)
- Mentaal beter (basis)
- Psychologen praktijk Maarten Penne (basis)
- De Kreek (basis)
- Praktijk Eigenwijz (Kinder- en jeugd-GGZ)
- Ascender (Arbeidsgerelateerde GGZ)

## Religie
Terneuzen is een stad met veel plaatsen voor levensbeschouwelijke samenkomsten:
- Twee Protestantse kerken: Goede Herderkerk en Elimkerk. Elimkerk is een evangelisatie van de Gereformeerde Bond in de Protestantse Kerk
- Rooms-Katholiek: Emmaüskerk
- Nederlandse Gereformeerde Kerk: De Levensbron
- Gereformeerde Gemeente: Bethlehemkerk
- Gereformeerde Gemeente in Nederland: Kerk van de Gereformeerde Gemeente in Nederland
- Oud Gereformeerde Gemeenten: Kerk van de Oud Gereformeerde Gemeente
- Evangelische Gemeente: De Kandelaar
- Hersteld Hervormde Kerk: In De Levensbron
- Pinkstergemeente: Capitol Family Centre
- Moskee: Bilal-i Habesi
- Jehova's getuigen: koninkrijkszaal
- Leger des Heils.
- Vrijmetselaarsloge in de voormalige Gereformeerde kerk in de buurtschap Spui.

Voormalige kerken:
- Gereformeerde kerk, tegenwoordig winkelruimte.
- Grote kerk, cultureel centrum, ook nog als protestantse kerk in gebruik.
- Opstandingskerk, voormalige protestantse kerk, gesloopt.
- Sint-Willibrorduskerk, voormalige katholieke kerk, gesloopt, waarbij de toren gespaard werd.

## Geboren in Terneuzen
- Simon Hamelink (1843-1900), directeur van de Nederlandsche Tramweg Maatschappij
- Mattheus de Bruyne (1895-1973), kolonel
- Emile Buysse (1910-1987), auteur
- José de Meijer (1915-2000), politicus
- Pierre van Hauwe (1920-2009), musicus, muziekpedagoog en componist
- Francien de Zeeuw (1922-2015), verzetsstrijdster
- Frans Drabbe (1925-2011), vakbondsbestuurder
- Joseph Ysebaert (1925-2006), priester
- Mathilde Willink (1938-1977), (ex-)echtgenote en muze van de schilder Carel Willink
- Arnold Wensink (1946), dirigent en kapelmeester
- Michiel van Haersma Buma (1951), dijkgraaf
- Gerard van Klaveren (1951), politicus
- Karel van Soest (1951), politicus
- Hendrik Boland (1953), wethouder, docent en directeur
- Gert de Meijer (1953-2006), gitarist
- Ton Kalle (1955), beeldhouwer
- Jos de Mul (1956), hoogleraar filosofie
- Jos de Putter (1959), documentairemaker en kunstenaar
- Jeroen Doorenweerd (1962), schilder, beeldhouwer
- Erik de Bruyn (1962), regisseur, acteur en scenarist
- Frank van Pamelen (1965), schrijver, dichter, cabaretier en columnist
- Ad Verbrugge (1967), filosoof
- Sandra Roelofs (1968), first lady van Georgië (2004-2013)
- Karin Bakker (1969), Belgisch ultra-langeafstandsloopster
- Floortje Zwigtman (1974), kinderboekenschrijfster
- Marian Witte (1975), politica
- Laurens Joensen (1978), singer-songwriter
- Judith Keijzers (1978), politica
- Andreas Pol (1982), programmamaker en presentator
- Karim Bannani (1988), voetballer
- Kai Merckx (1991), radio-dj
- Aron van Lare (2003), voetballer
- François Maas (1973), MC en promotor

## Fotogalerij

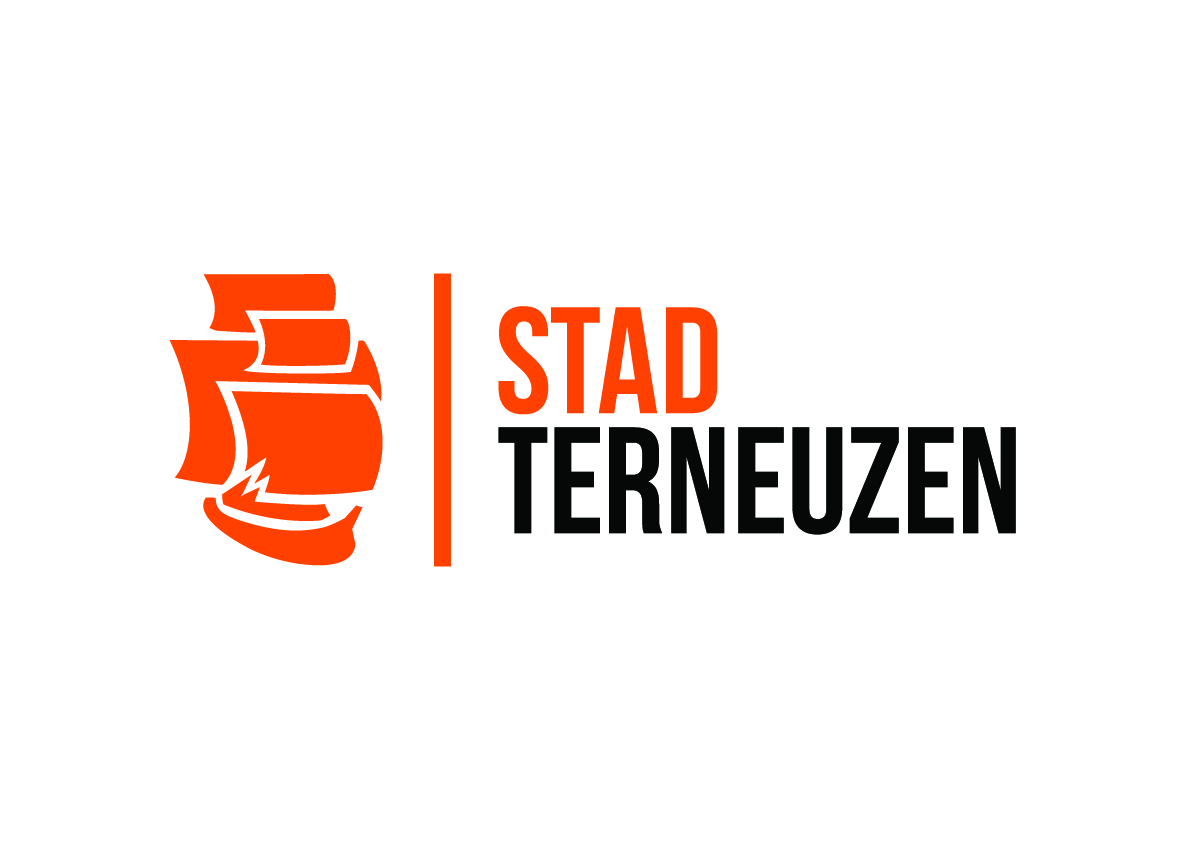
Nieuwe logo van Terneuzen, sinds zomer 2015
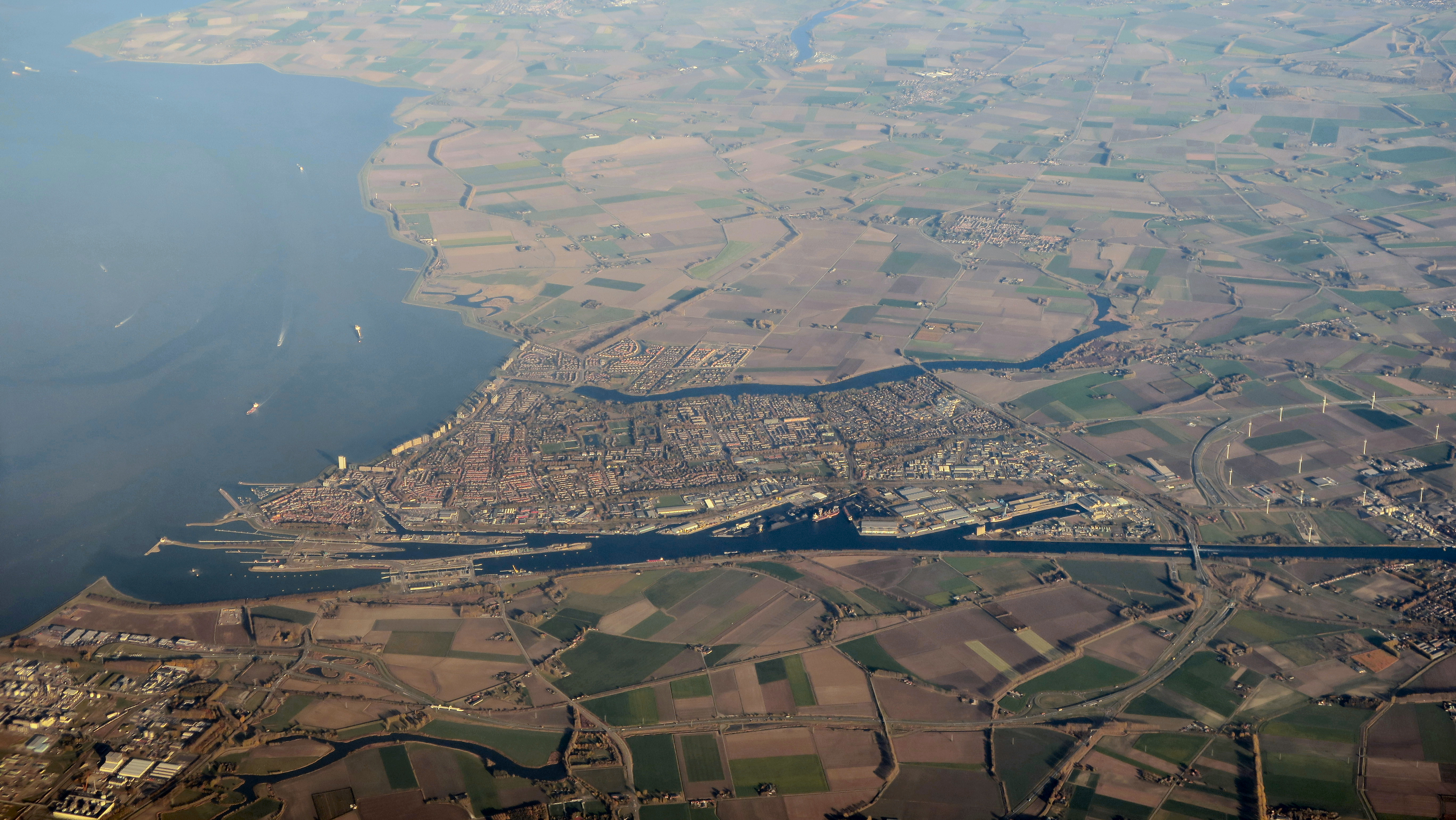
Terneuzen vanuit de lucht, in oostelijk richting
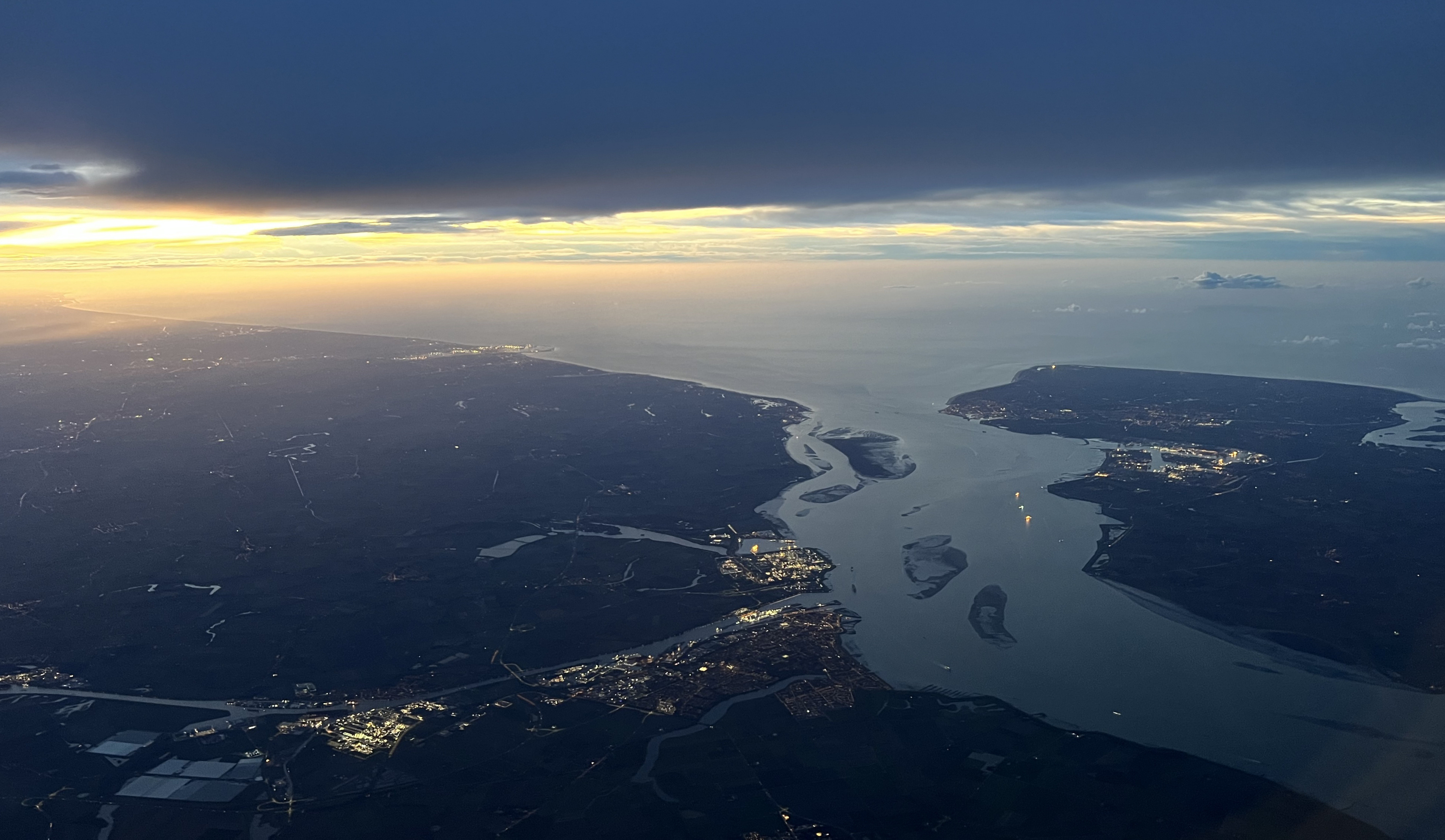
idem in westelijke richting
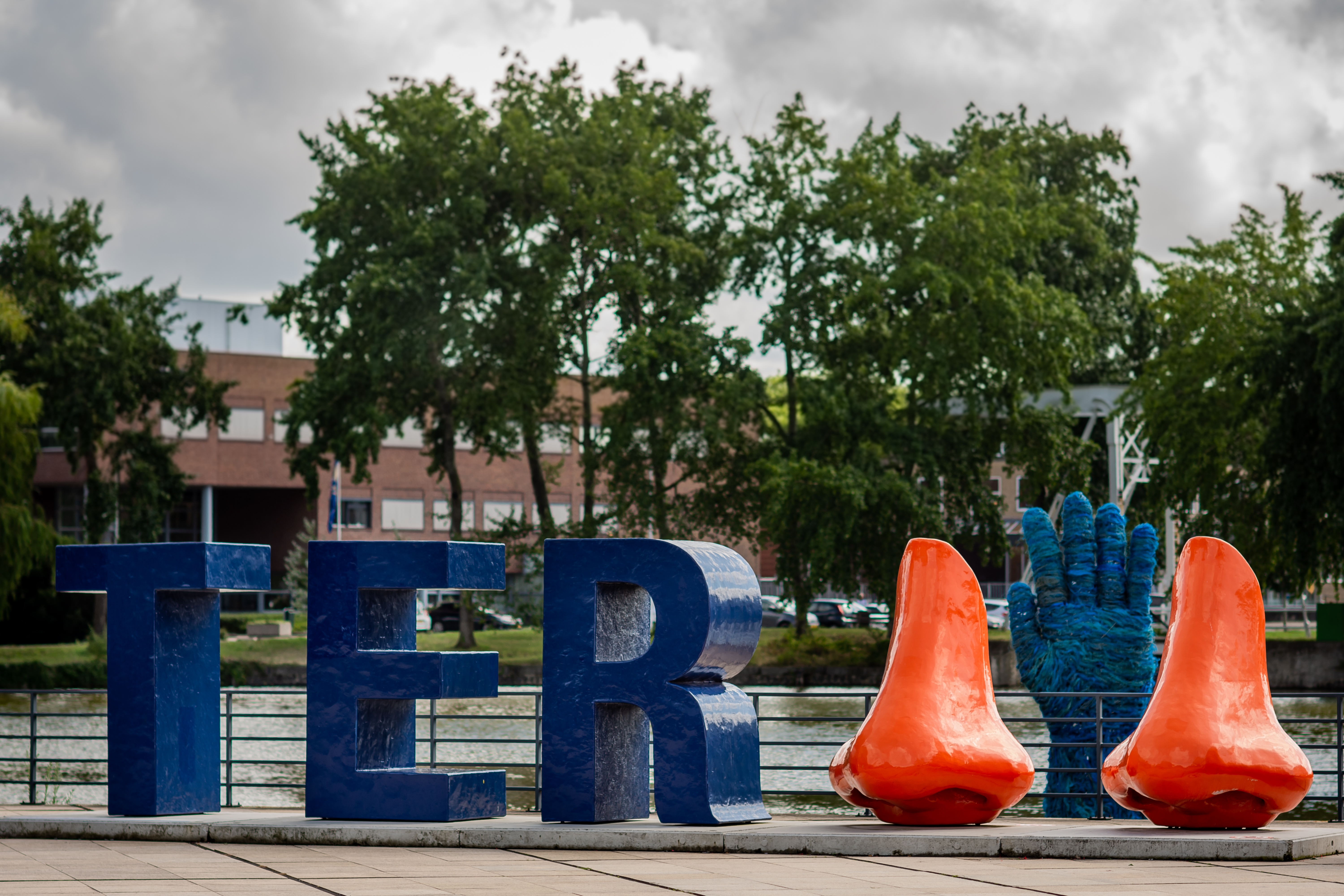
Kunstwerk TER👃👃
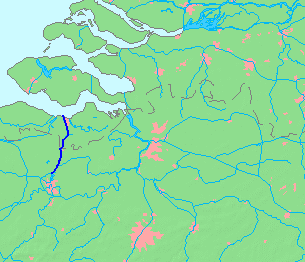
Kaart Kanaal Gent-Terneuzen
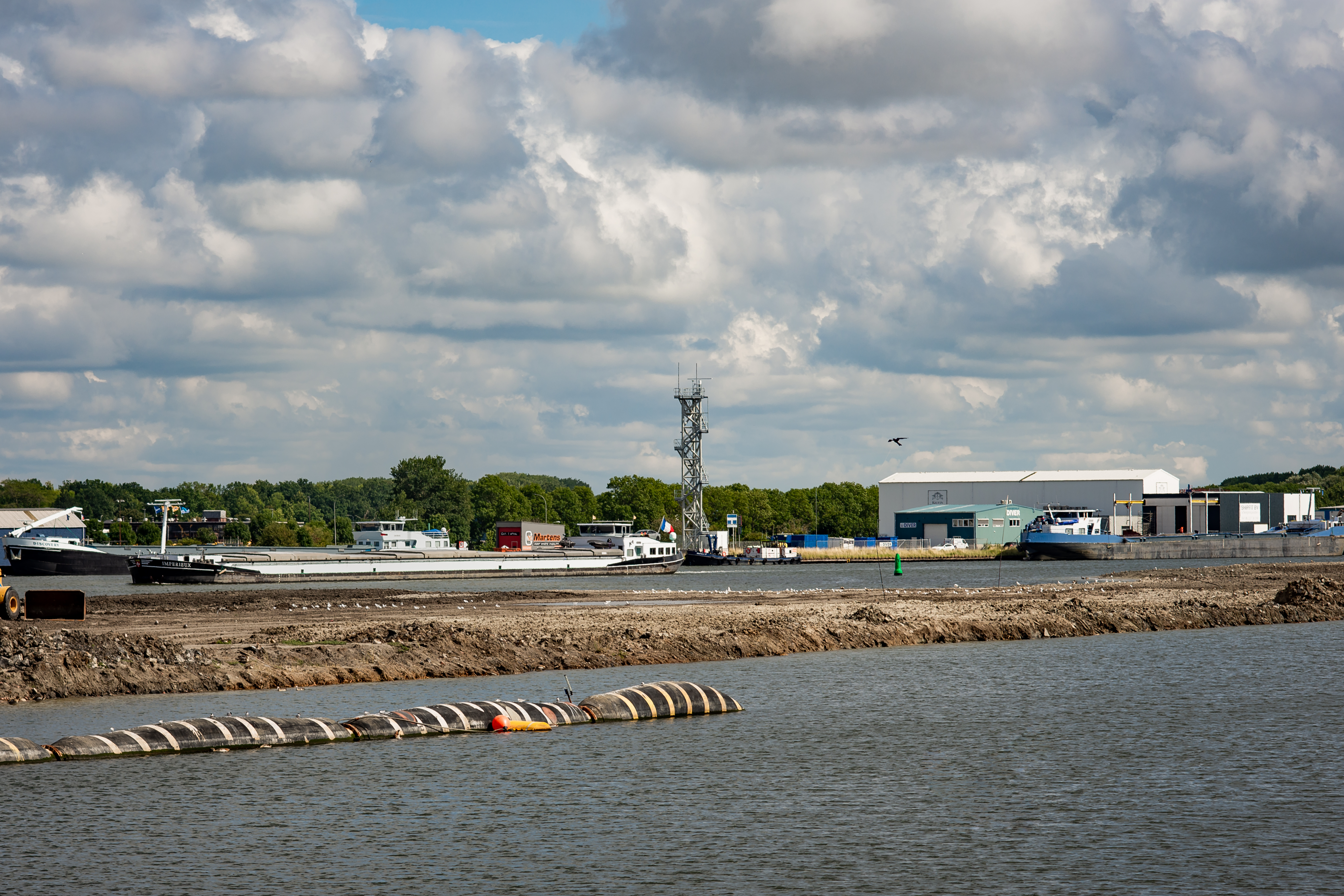
Kanaal Gent-Terneuzen, gezien vanaf het sluizencomplex Terneuzen.
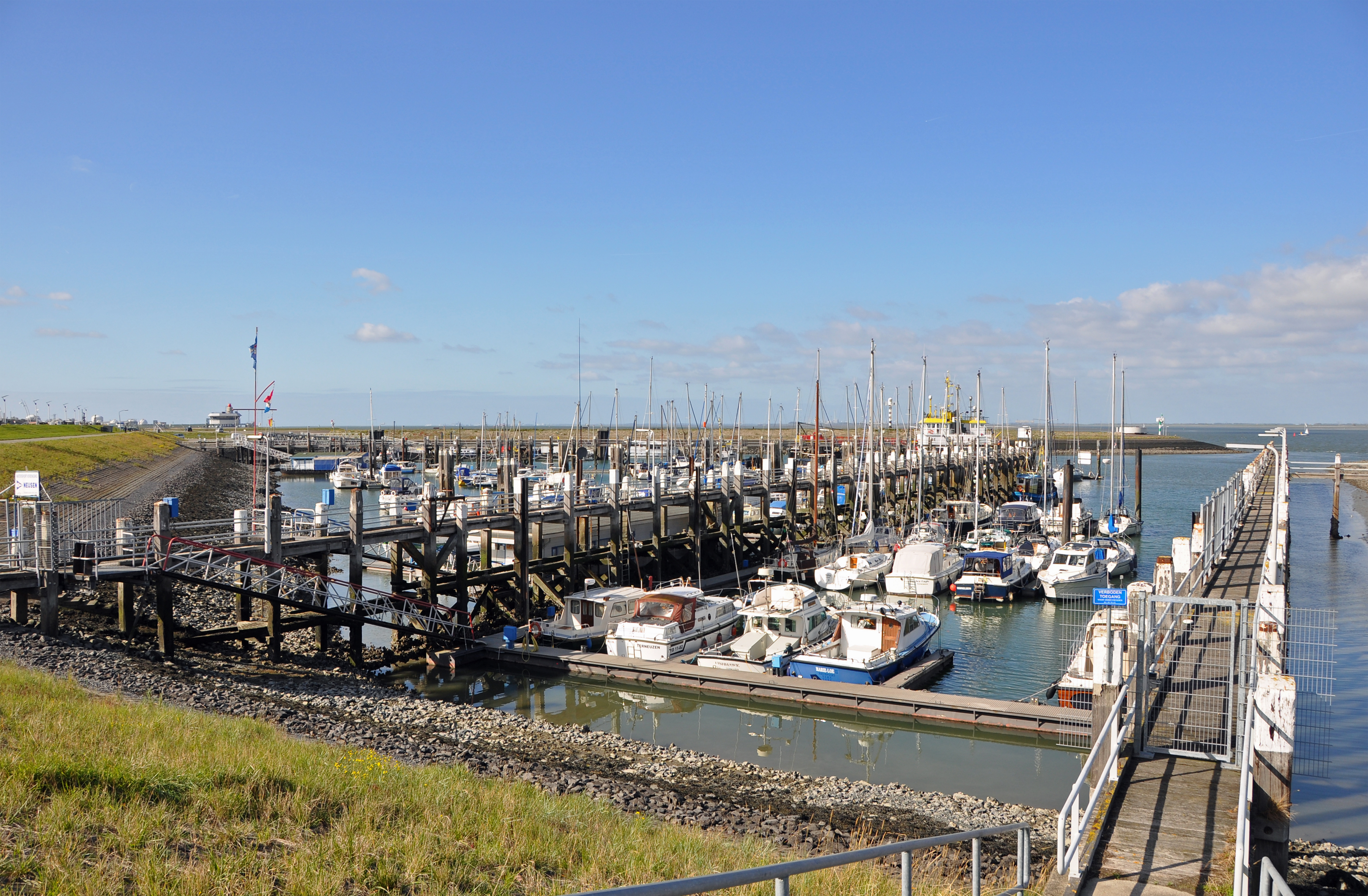
Jachthaven
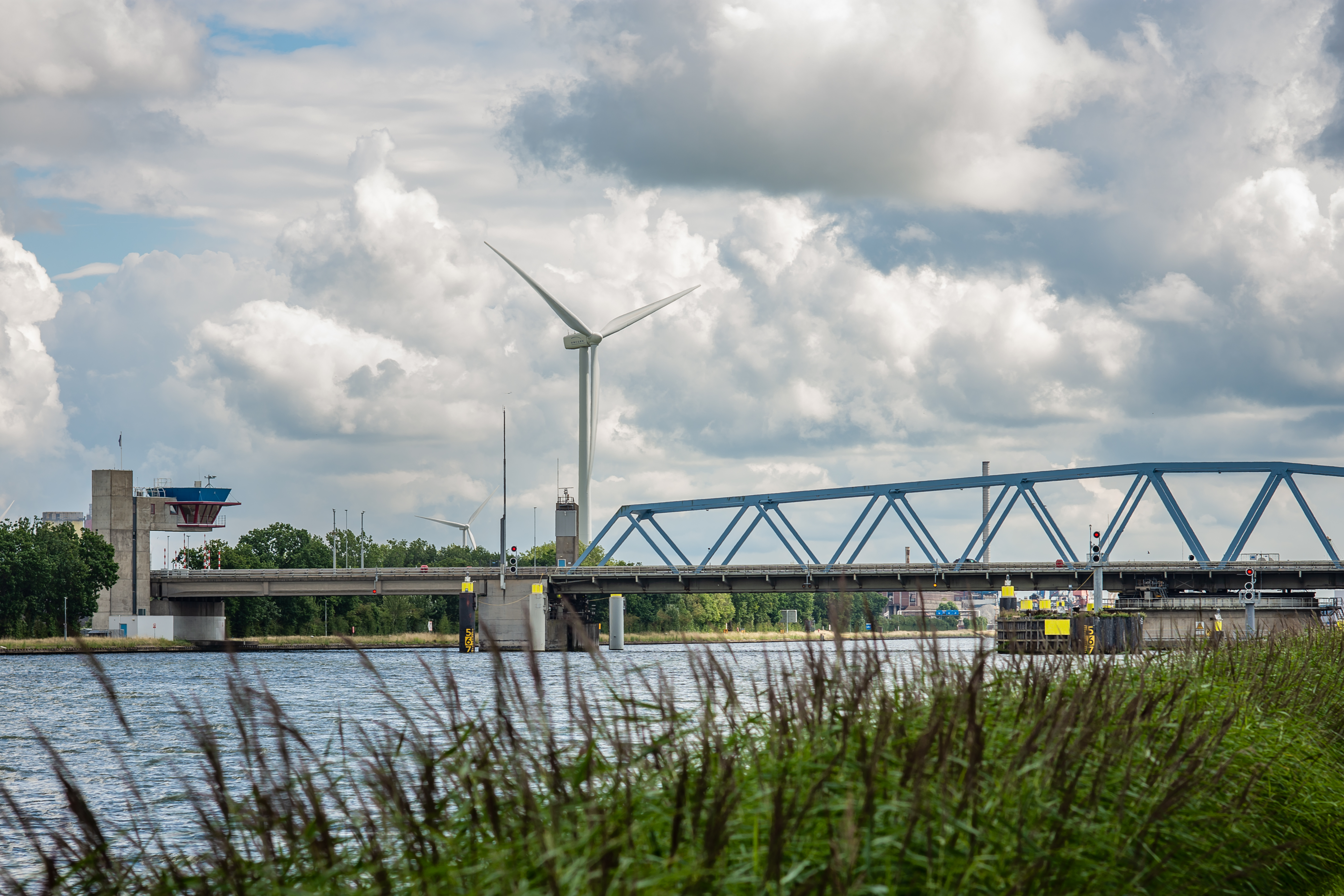
De Sluiskilbrug verbind zuidelijk Terneuzen met west Zeeuws-Vlaanderen.
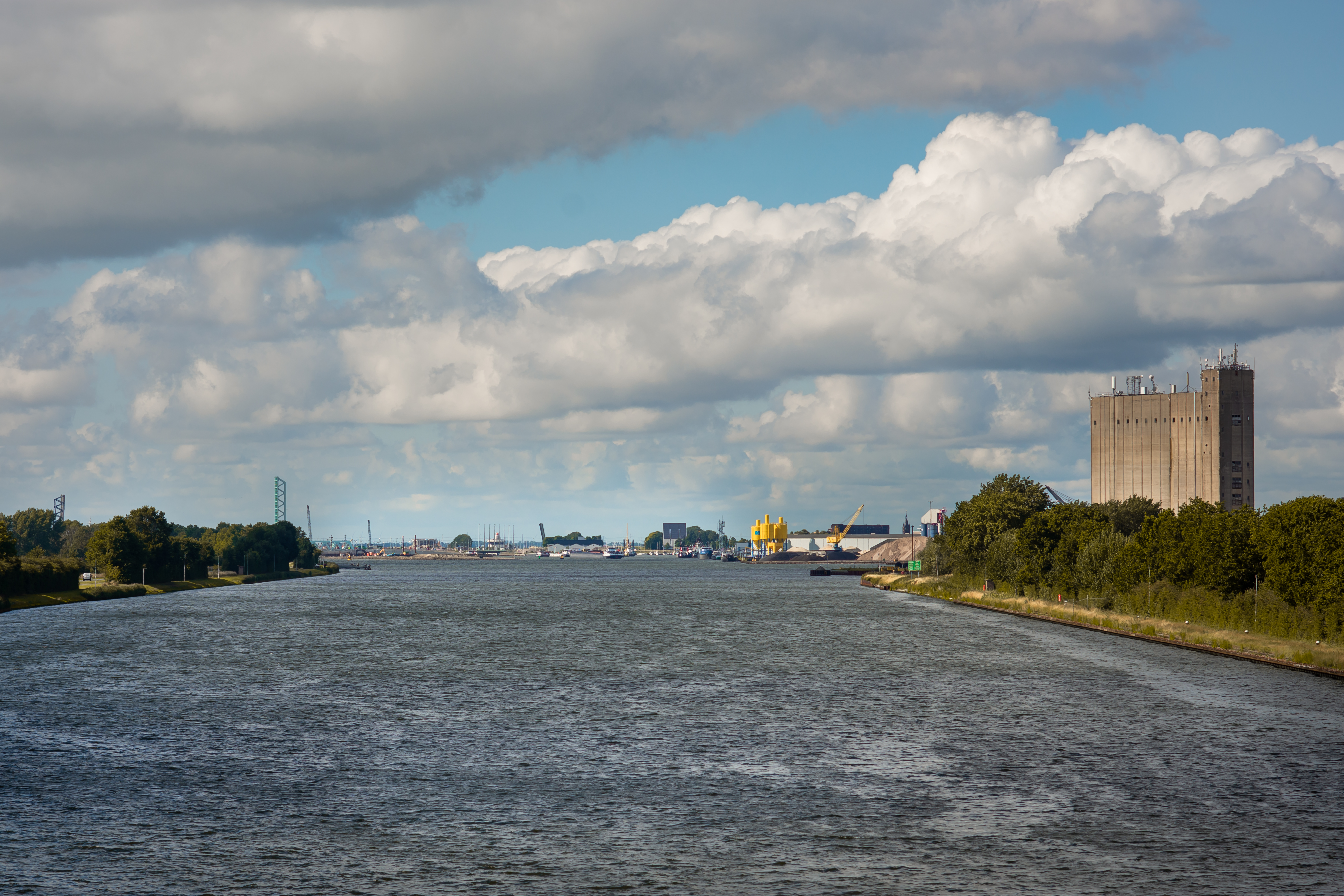
Kanaal Gent-Terneuzen
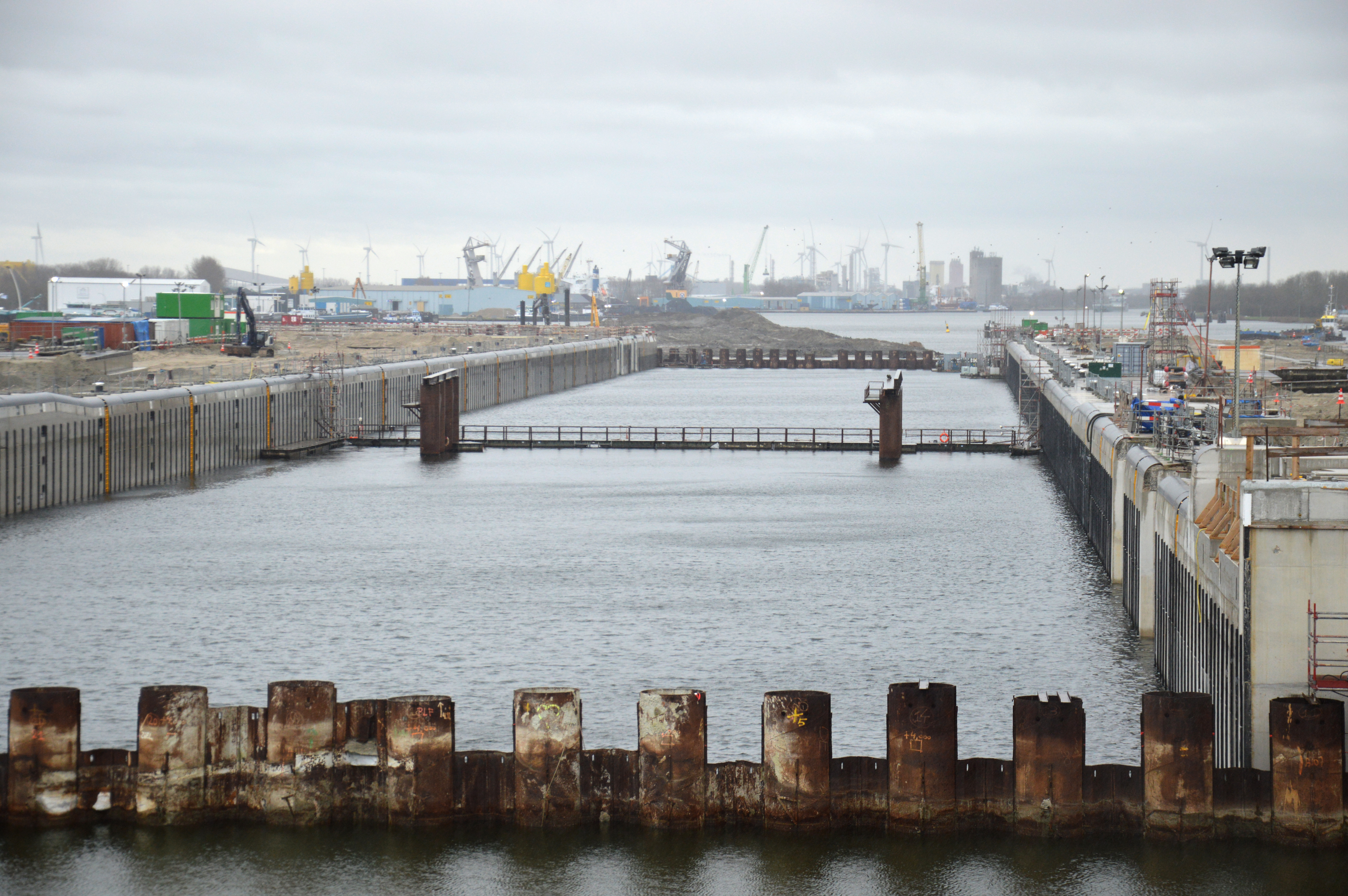
Nieuwe Sluis Terneuzen in aanbouw (december 2022)
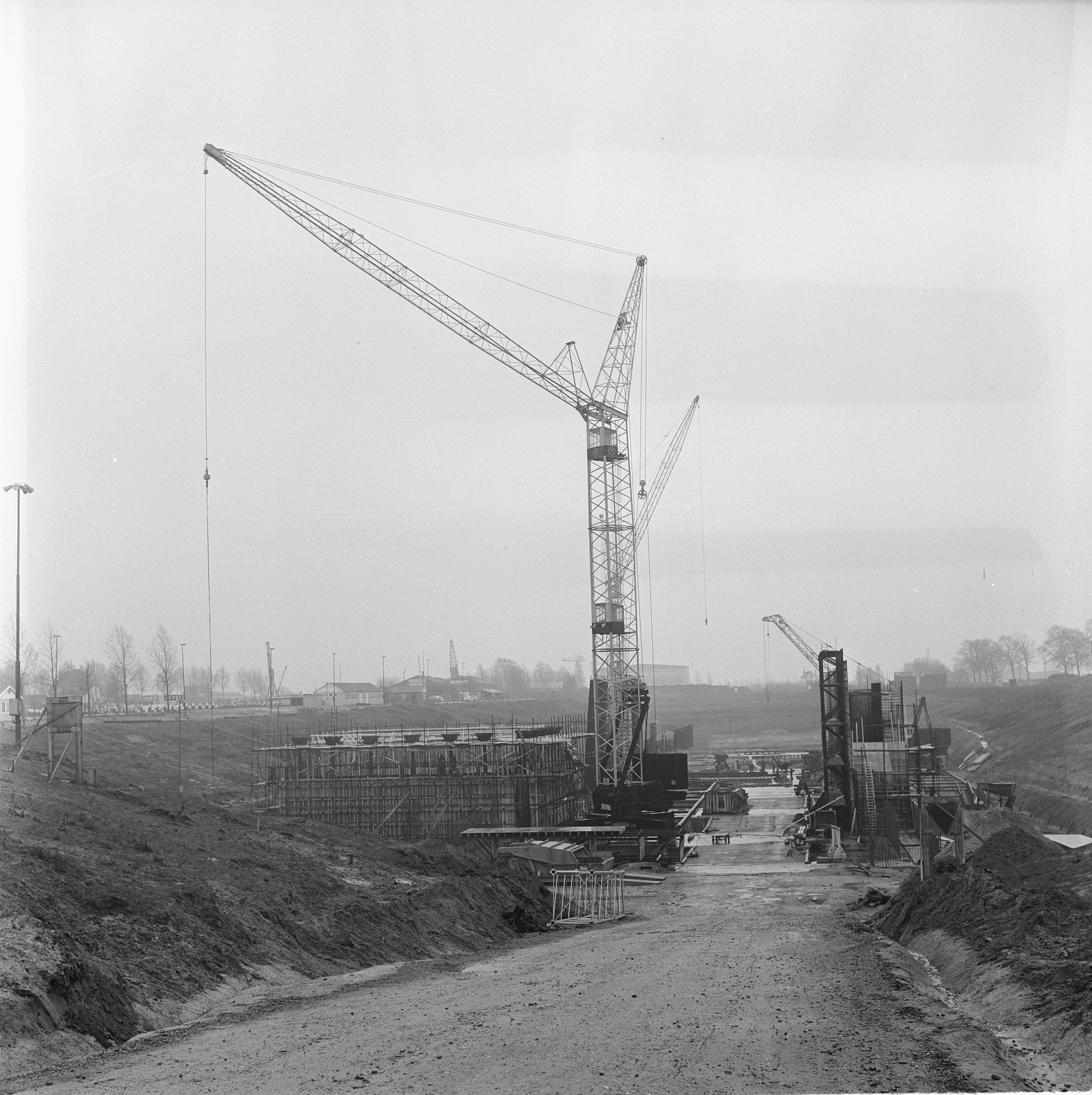
Oude sluis Terneuzen in aanbouw
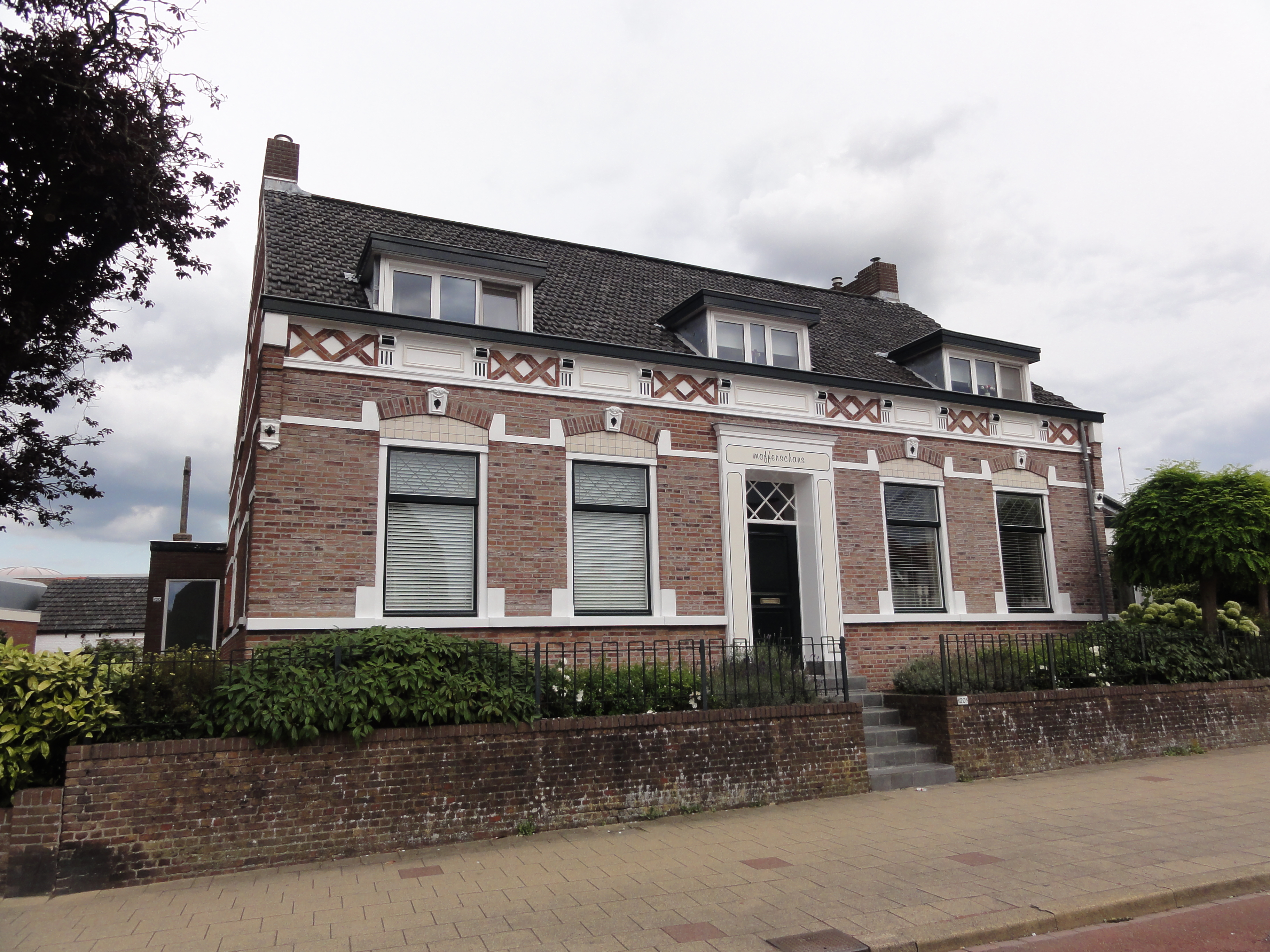
Woning van hofstede Moffenschans.

## Nabijgelegen kernen
Hoek, Sluiskil, Axel, Zaamslag, Philippine, Westdorpe, Mauritsfort.